# Эксидия
Эксидия (лат. Exidia) — род грибов семейства Аурикуляриевые (Auriculariaceae).

## Этимология названия
Научное название рода Exidia — от лат. exsudare — «выходить наружу», «выделяться». Видовой эпитет типового вида recisa означает «отрубленная», «отрезанная», «отсечённая».

## Описание
Сапротрофы, растут на мёртвых стоящих или недавно упавших деревьях и производят студенистые базидиокарпы (плодовые тела). Плодовые тела бывают разные: пустуловидные, лопастные, пуговичные или чашевидные. Несколько видов, в том числе типовой вид эксидия железистая, имеют стерильные шипики на спороносной поверхности. Другие имеют гладкую поверхность. Род имеет космополитическое распространение, и в настоящее время в мире признано около 20 видов. Первоначальные молекулярные исследования показывают, что род является искусственным (сборным).
Виды рода эксидия имеют желеобразные грибные тела неправильной мозговидной формы и разнообразных цветов: от бело-прозрачного до чёрного. Плодовые тела растут отдельно или срастаются. В сухую погоду грибы высыхают, превращаясь в твёрдые тонкие корочки, сохраняющие жизнеспособность до нескольких лет в гербарных условиях. В природных условиях это позволяет плодовым телам выдерживать длительные засухи и снова оживать после дождя.
В странах с мягким климатом грибы этого рода развиваются непрерывно с начала осени до весны, поэтому их можно отнести к зимним грибам. Легкие морозы до −10 °C не приносят им вреда, и во время оттепели, при плюсовой температуре грибы продолжают расти и образовывать споры. В условиях более суровой зимы в средней полосе европейской части России грибы некоторых видов рода эксидия успешно перезимовывают и начинают развиваться сразу после схода снега. Их жизнедеятельность продолжается в течение нескольких недель.

## Систематика
Первоначально виды эксидии относили к роду тремелла. Род эксидия был выделен из рода тремелла в 1822 году на основе главным образом формы плодового тела. Элиас Магнус Фрис первоначально включал в род виды, которые сейчас относят к семейству аурикуляриевых. Недавние молекулярные исследования показали, что в настоящее время Exidia представляет собой искусственную группировку, не имеющую чётких отличий от родов Exidiopsis и Heterochaete. Лишь у нескольких видов был секвенирован геном.
Словарь грибов Эйнсуорта и Бисби издания 2008 года относит род к семейству аурикуляриевые (Auriculariaceae) порядка Auriculariales из класса агарикомицеты отдела базидиомицеты.
В предыдущем издании этого словаря (2001) род был отнесён к семейству эксидиевые (Exidiaceae) порядка дрожалковые класса тремелломицеты отдела базидиомицеты.

## Виды
- Эксидия сжатая (Exidia recisa). Синонимы: Tremella recisa, Tremella salicus
- Эксидия железистая (Exidia glandulosa)[4]. Синоним: эксидия усечённая (Exidia truncata)[5]
- Эксидия хрящеватая (Exidia cartilaginea)[6]. Синоним: Exidia fragilis[7]
- Эксидия чернеющая (Exidia nigricans[англ.]). Синонимы: Exidia plana, Auricularia nigrescens, Auricularia polytricha, Exidia polytricha[8]
- Эксидия сахарная (Exidia saccharina)[9].
- Эксидия Тюре, или «белый мозг»[10] (Exidia thuretiana)[11]. Синонимы: Tremella thuretiana, Tremella albida, Exidia albida, Tremella cerebrina, Tremella hyalina[10]
- Эксидия ивовая (Exidia iteinos)
- Exidia pusilla[12]
- Эксидия еловая (Exidia pithya)[13]
- Эксидия новозеландская (Exidia novozealandica)[14]
- Эксидия японская (Exidia japonica)[15] относится к семейству аурикуляриевые (Auriculariaceae), роду Tremella
- Exidia alveolata
- (Exidia aeruginosa)
- Эксидия или тремелла пузырчатая, жемчужная (Exidia nucleata, Myxarium nucleatum[англ.]) относится к семейству Hyaloriaceae[англ.], роду Myxarium[англ.]
- (Exidia alba) синоним Ductifera pululahuana
- (Exidia compacta)
- (Exidia badioumbrina)
- Эксидия коричневатая (Exidia brunneola)
- (Exidia uvapassa)
- Эксидия распустившаяся (Exidia repanda)
- (Exidia villosa)
- (Exidia umbrinella)
- (Exidia zelleri)
- (Exidia vitrea)
- (Exidia tucumanensis)
- (Exidia tomentosa)
- (Exidia testacea)
- (Exidia pergamena)
- (Exidia parvula)
- (Exidia panamensis)
- (Exidia intumescens)
- (Exidia lagunensis)
- (Exidia lutea)
- (Exidia maracensis)
- (Exidia maya)
- Эксидия мексиканская (Exidia mexicana)
- (Exidia cystidiata)
- (Exidia fulva)
- (Exidia cokeri)
- (Exidia antiguae)
- (Exidia ambipapillata)

## Галерея

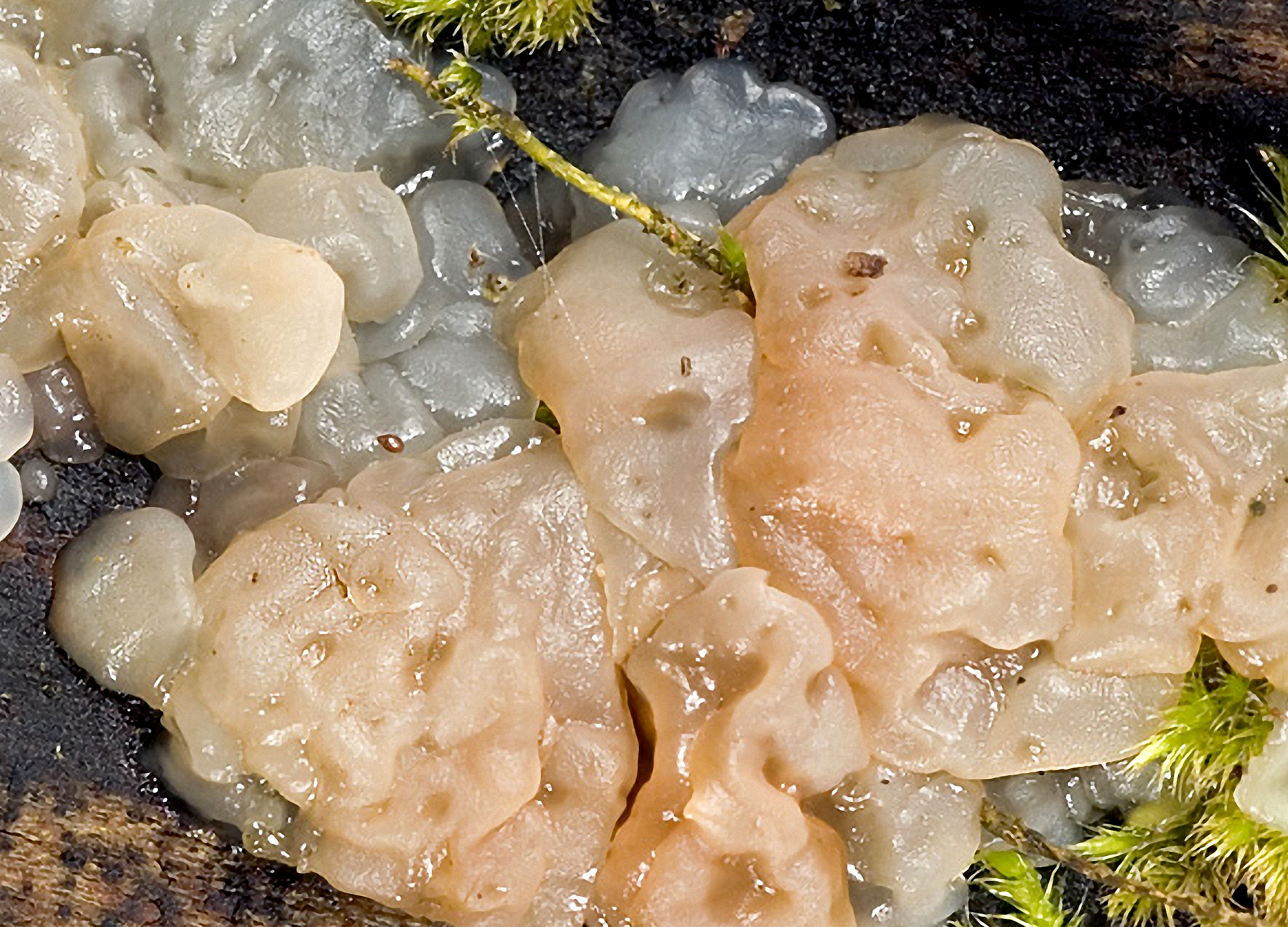
Эксидия тюре
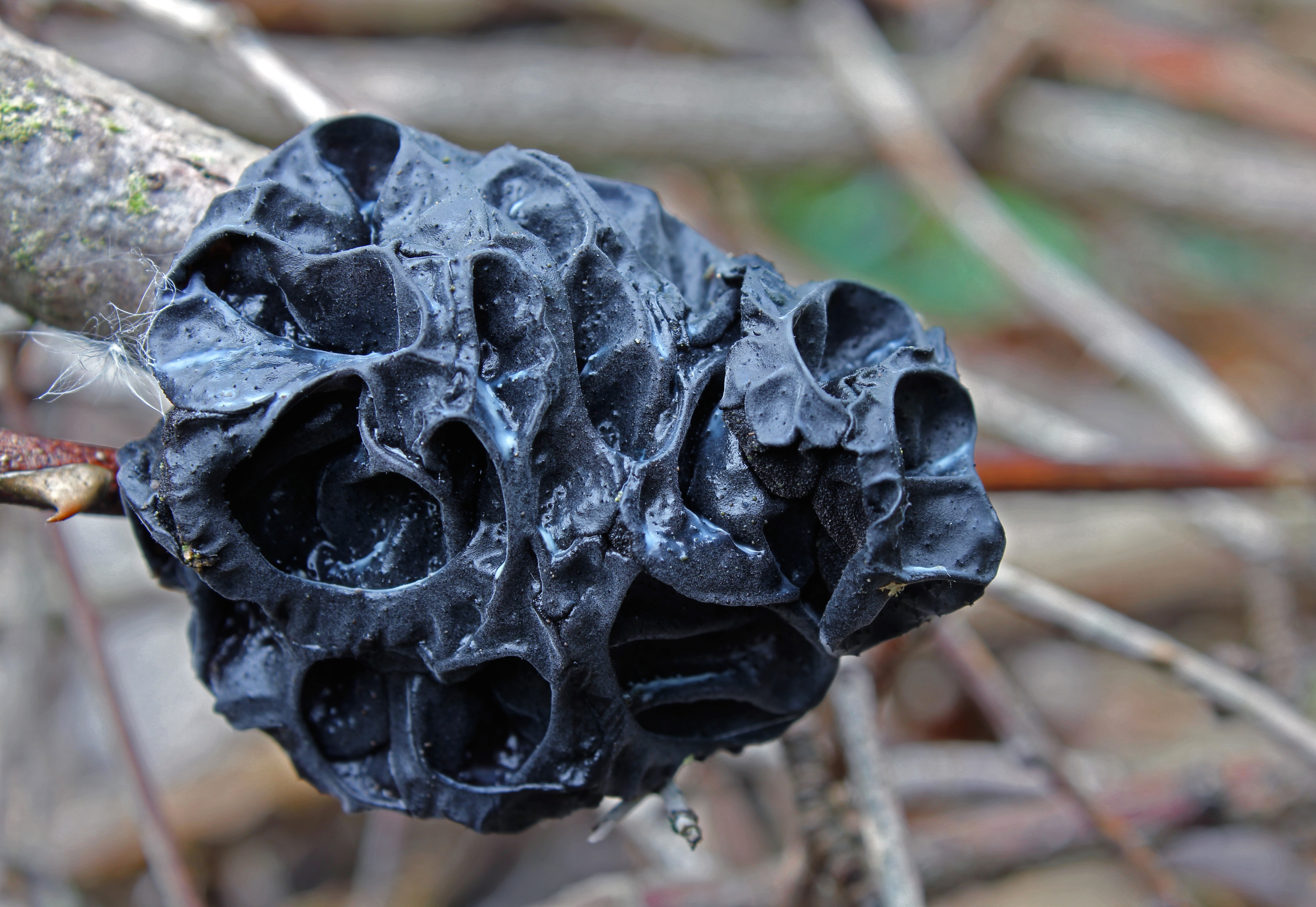
Эксидия чернеющая
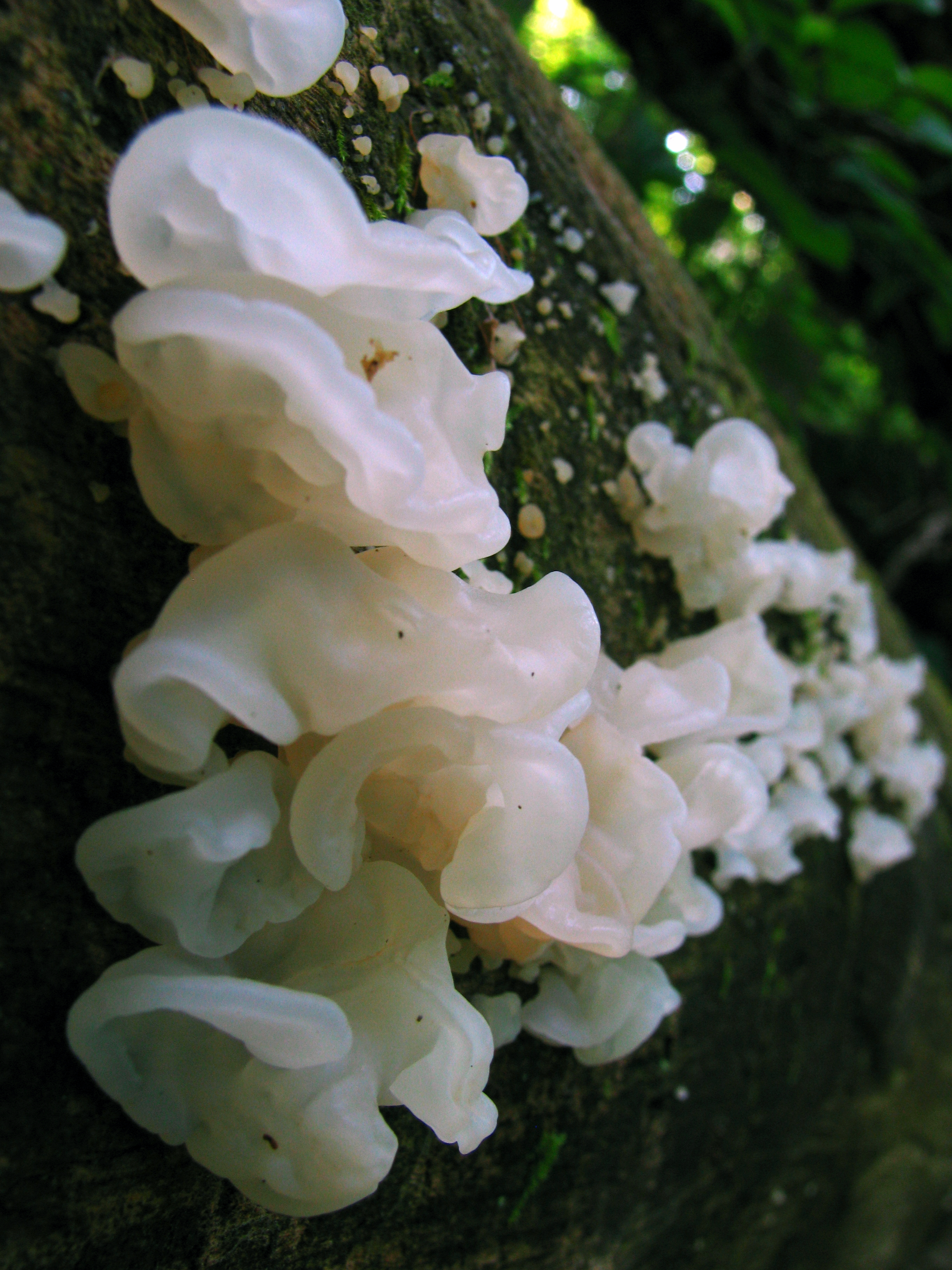
Эксидия альба
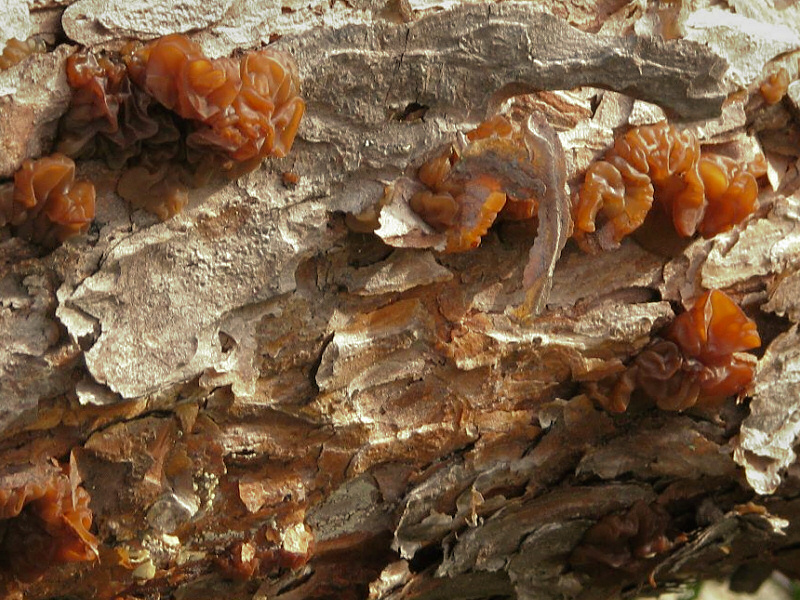
Эксидия сахарная
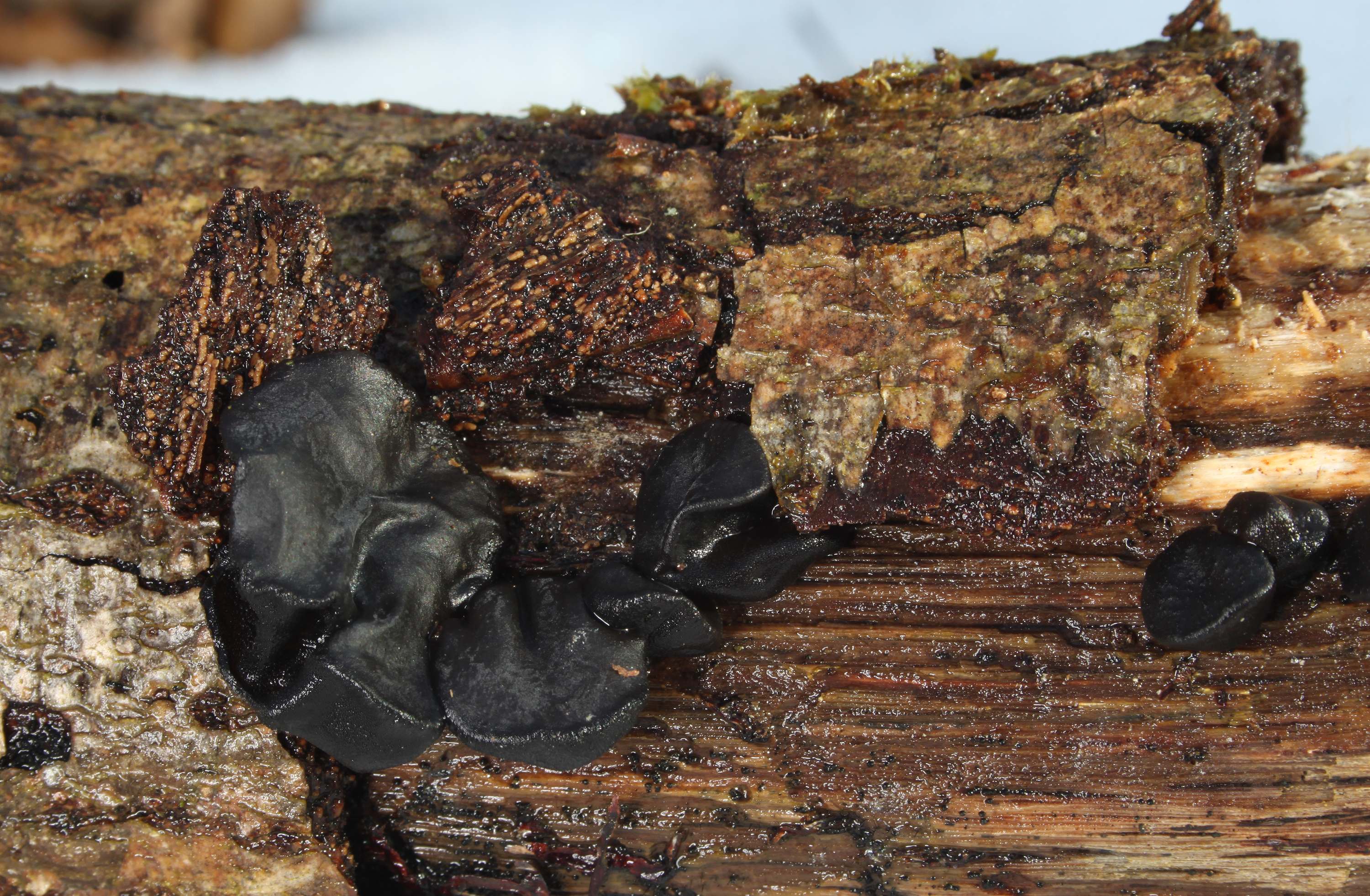
Эксидия железистая
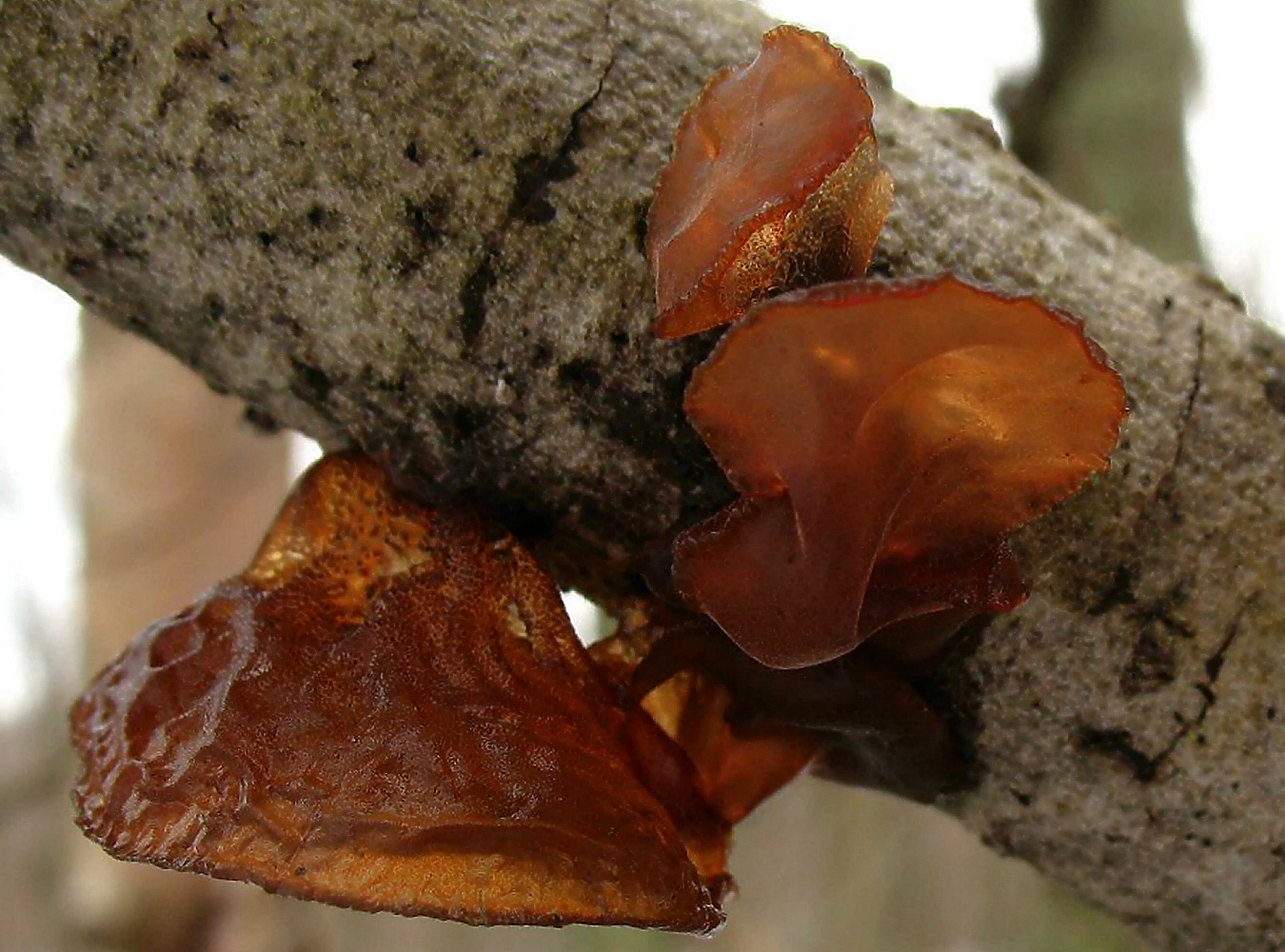
Эксидия сжатая